# Zarema Sadoulaïeva
Zarema Sadoulaïeva (en russe : Зарема Садулаева), née en 1974 et morte assassinée le 10 août 2009 en Tchétchénie, est une militante russe pour les droits des enfants et chef de l'organisation humanitaire Sauvons la Génération, basée en Tchétchénie. Elle et son mari, Alik Djabraïlov (11 août 1976 - 10 août 2009), ont été retrouvés assassinés en août 2009.

## Biographie
Elle est à la tête de l'association caritative Sauvons la Génération de Tchétchénie. Son association caritative travaille avec l'Unicef pour venir en aide aux enfants tchétchènes touchés par la violence qui sévit dans la région du Caucase depuis les années 1990. L'organisme de bienfaisance fournit des conseils psychologiques et une aide physique aux orphelins, aux enfants handicapés et aux autres personnes touchées par les guerres contre les séparatistes tchétchènes.
Zarema Sadoulaïeva et Alik Djabraïlov, qui est également actif dans l'association, se marient en 2009.

## Enlèvement, mort et conséquences
Zarema et son mari sont enlevés au bureau de l'organisation humanitaire par des hommes armés portant des uniformes de camouflage le 9 août 2009. Ils ont tous deux été retrouvés abattus dans le coffre de la voiture de Djabraïlov le 10 août 2009, à Chernorechye, une banlieue de Grozny.
La mort de Zarema Sadoulaïeva fait suite à l'enlèvement et au meurtre similaires de la militante des droits humains Natalia Estemirova en Tchétchénie en juillet 2009.